# Jacobus Maestertius

Jacobus Maestertius

Jacobus Maestertius (* 1610 in Dendermonde; † 5. April 1658 in Leiden) war ein Jurist und Hochschullehrer.

## Leben
Maestertius stammte aus einem ursprünglich englischen Geschlecht, das sich Masterson oder Maisterton nannte. Sein Vater Adam hatte ihn nach Paris geschickt, wo er sich mit einem Verwandten mütterlicherseits namens Johannes van der Neesen aufhielt. Danach begann er an der Universität Löwen seine rechtswissenschaftlichen Studien bei Valerius Andreas (1588–1655). Er verteidigte unter diesem 1630 die Abhandlung de Utroque retractu gentilitio et conventionali en de Liberis praeteritis vel exheredatis. Danach reiste er wieder nach Frankreich, wo er seine Studien an der Universität Orléans fortsetzte. Eine weitere Bildungsreise führte ihn über England nach Italien, bis er schließlich an die Universität Leiden kam, wo er sich am 23. März 1634 einschrieb.
Noch im selben Jahr wurde er zum Doktor beider Rechte promoviert. Ab 1635 hielt er Vorträge über das Lehnrecht (Jus feudale), am 23. Oktober 1637 wurde er zum außerordentlichen Professor des Lehnrechts berufen. Nachdem er am 10. Februar 1639 noch einen Lehrauftrag für das Zivilrecht erhalten hatte, ernannte man ihn am 16. Juni 1639 zum ordentlichen Professor der Rechte. Als solcher unterrichtete er ab 1640  und ab 1654 bekam er den Lehrauftrag für die Digesten. 1653/54 war er Rektor der Alma Mater.

## Werke
- Justitia Romanarum legum Libri duo: In quibus primum Ius Civile a communis scholae calumniis vindicatur. Leiden 1634 (Online),1647 (Online)
- Sedes illustrium materiarum ex libris universi juris selectae. Annotatis auctoribus qui quamque scriptis suis illustrarunt. Leiden 1636 (Online) cum augmento. Leiden 1659, 1664,
- Dissertatio de artificio juridice disputandi. Leiden 1636
- Tractatus tres. Quorum Primus de Lege commissoria in pignoribus. Alter de compensationibus. Tertius de Secundis nuptiis. Leiden 1639 (Online)
- Dissertatio de Imminuendo labore studii iuridici dissertatio. Leiden 1639
- Defensa Opinio, waartegen Regneri dupliceerde:Duplicatio adversus Defensam Opinionem Jacobi Maestertii JC. Leiden 1640
- De vi ac potestate, quam Juris Gentium Conventiones ad obligandum habent, Jure populi Romani. Leiden 1640
- Imp. Iustiniani Sacratissimi Principis, Institutionum sive elementorum libri IIII. Accessere ex Digestis tituli de Verborum Significatione et de Regulis Iuris. Leiden 1643
- Illustrium Materiarum prima rudimenta,CXLV Disputationibus comprehensa publicoque examini in Alma Leydensi Academia subjecta. Leiden 1646
- Beschrijving van stadt en landt van Dendermonde en Costuymen. Leiden 1646 (Online)
- Exercitatio juridica, continens quaestionum de Jure primogeniturae Centuriam Singularem. Leiden 1652
- Analysis Juris Feudalis.
- Petri Castalii Opera, legum summariis ac notis illustrata.
- Commentaria in Pandectas.